# Млада (опера-балет)
«Мла́да» — волшебная опера-балет в четырёх действиях композитора Н. А. Римского-Корсакова. Авторы либретто — С. А. Гедеонов, В. А. Крылов и сам композитор. Премьера состоялась в 1892 году на сцене Императорского Мариинского театра в Санкт-Петербурге под управлением дирижёра Эдуарда Направника, балетмейстеры — Лев Иванов и Энрико Чеккетти.
«Млада» — произведение синтетического жанра, где танцевальные сцены занимают равноправное положение с вокальными и чередуются с ними. Сюжет основан на сценах из доисторического прошлого полабских славян.

## История создания
Первоначально директор императорских театров Гедеонов предложил композиторам А. П. Бородину, М. П. Мусоргскому, Ц. А. Кюи и Н. А. Римскому-Корсакову написать каждому по одному акту для задуманного им спектакля. Однако ввиду больших затрат, требовавшихся на постановку, «Млада» в таком виде не осуществилась. Бородин и Мусоргский использовали музыку, написанную для совместного проекта, в других своих сочинениях. У Бородина многое из «Млады» (по словам Стасова) вошло в состав оперы «Князь Игорь». Мусоргский использовал музыку «Марша князей» в оркестровом марше «Взятие Карса», а сцена «Служения Черному козлу» (другое название «Праздник Чернобога») легла в основу его «Ночи на Лысой горе». Римский-Корсаков расширил свою часть «Млады» до масштабов полноценной оперы.

## Действующие лица
- Мстивой, князь ратарский — бас;
- Войслава, его дочь — сопрано;
- Яромир, князь арконский — тенор;
- Вегласный жрец Радегаста — баритон;
- Лумир, чешский певец — альт;
- Морена, подземная богиня, появляющаяся в I действии в образе старухи Святохны — меццо-сопрано;
- Чернобог — хор;
- Кащей бессмертный — хор;
- Новгородец — тенор;
- Жена его — меццо-сопрано;
- Варяг — баритон;
- Тиун — бас;
- Мавр из Халифата — тенор;
- 1-й торговец — шкурами — тенор;
- 2-й торговец — оружием — бас;
- 1-я торговка — бусами и идолами (рарашками) — сопрано;
- 2-я торговка — пряжею — меццо-сопрано;
- 3-я торговка — рыбою — альт;
- Без речей: Тень княжны Млады, Тень царицы Клеопатры, Сенные девушки, оруженосцы и свита Мстивоя. Торговцы, молельщики, народ различных славянских земель. Жрецы и жрицы Радегаста, трубачи, Червь (божество истребления злаков), Чума, Топелец (божество наводнений и потоплений), лешие, оборотни, кикиморы, ведьмы, тени усопших. Тени танцовщиц, черных невольников и невольниц царицы Клеопатры. Призраки древних богатырей. Славянские боги.

Действие происходит в IX и X веках в славянских землях Балтийского поморья, в городе Ретре, близ Лабы (Эльбы).

## Евгений Светланово «Младе»
Среди 15 опер Н. А. Римского-Корсакова особое, исключительное, неповторимое место занимает опера-балет «Млада». Известно, что в мировой музыке произведений такого синтетического жанра насчитывается всего несколько единиц… Но не это самое главное в творении «великого оперного сказочника». Действие «Млады» происходит в весьма отдаленные времена. Основой содержания происходящих событий этого сочинения являются древния сказания и легенды полабских славян (от названия реки Лабе). Конечно, в наше время вряд ли кого-нибудь всерьез могут взволновать события столь отдаленных времен, как впрочем и других опер, например, «Орестея» Танеева, «Юдифь» Серова, «Кольцо» Вагнера, его же «Парсифаль». Но чем же дороги нам эти произведения сегодня? Безусловно, музыкой, которая увлекает нас, восхищает, волнует своим прозрением в будущее.
«Млада» — ярчайший пример вышесказанного. Музыкальный язык этого уникального произведения намного опередил не только время его создания, но и сейчас поражает своей новизной, подлинной открытиями, повлиявшими на многое в музыкальном мире, появившееся значительно позже.
Персонажи, действующие лица «Млады», хотя и являются из далеких, легендарных времен, у Римского-Корсакова как всегда сильно «очеловечены», и отсюда их музыкальные характеристики. «Млада» содержит в себе целую систему лейтмотивов, что дало повод музыкальным критикам сопоставлять это произведение с поздним Вагнером. Возможно, в этом есть кое-что рациональное. Но это только на первый взгляд. Музыкальный язык «Млады» удивительно самобытен (даже в творчестве самого Римского-Корсакова) и как бы «раздвигает» горизонты музыки и вширь, и вглубь. Удивительны гармонические открытия автора «Млады», приведших к знаменитому «Кащею», а от них же через «Весну священную» Стравинского, к завоеваниям композиторов конца XX века.
Что же касается оркестра, то, пожалуй, ни в одном произведении самого Римского-Корсакова, ни в сочинениях его последователей нет такой роскошной, фантастически изобретательной и абсолютно самобытной звукописи. Она гипнотизирует, завораживает, ослепляет и заставляет вновь и вновь восхищаться творением гения русской музыкальной классики.

## Записи

### Аудиозаписи
| Год  | Организация                                                                            | Дирижёр            | Солисты | Издатель и каталожный номер            | Примечания      |
| ---- | -------------------------------------------------------------------------------------- | ------------------ | --- | -------------------------------------- | --------------- |
| 1962 | Хор и оркестр Всесоюзного радио                                                        | Евгений Светланов  | Мстивой — Алексей Королёв, Войслава — Татьяна Тугаринова, Яромир — Владимир Махов, Морена — Нина Кулагина, Жрец Радегаста — Алексей Большаков, Лумир — Валентина Клепацкая, Новгородец — Юрий Ельников, его жена — Тамара Ерофеева, Варяг — Александр Тихонов, Мавр — Владимир Царский, Торговец шкурами — Иван Картавенко, Торговец оружием — Евгений Первышев, Торговка бусами — Лидия Казанская, Торговка пряжей — Тамара Антипова, Торговка рыбой — Нина Кулагина | Д 010189-96, С 0323-30                 | MEL CD 10 01829 |
| 2002 | Хор и оркестр филармонии Сан-Франциско                                                 | Майкл Тилсон Томас | Войслава — Любовь Казарновская, Яромир — Гегам Григорян, Морена — Сусанна Порецки, Лумир — Брайан Осава, Мстивой — Тигран Мартиросян |                                        | Не издавалась?  |
| 2004 | Филармонический оркестр Нидерландского радио, Groot Omroepkoor, хор Мариинского театра | Валерий Гергиев    | Мстивой — Михаил Петренко, Войслава — Млада Худолей, Яромир — Август Амонов, Морена — Ольга Савова, Лумир — Злата Булычёва, Новгородец — Сергей Скороходов, его жена — Лина Шевцова, Варяг — Эдем Умеров | Premiere Opera Ltd. CDNO 3922-3 (2009) |                 |

Источники:, 

### Видеозаписи
| Год  | Организация                   | Дирижёр           | Солисты | Издатель и каталожный номер                                            | Примечания |
| ---- | ----------------------------- | ----------------- | --- | ---------------------------------------------------------------------- | ---------- |
| 1989 | Хор и оркестр Большого театра | Александр Лазарев | Мстивой — Глеб Никольский, Войслава — Маквала Касрашвили, Яромир — Олег Кулько, Морена — Галина Борисова, Тень Млады и Тень Клеопатры — Нина Ананиашвили, Жрец Радегаста — Антон Джапаридзе, Лумир — Елена Заремба | Videoland Klassik VLD 131                                              |            |
| 1992 | Хор и оркестр Большого театра | Александр Лазарев | Мстивой — Глеб Никольский, Войслава — Мария Гаврилова, Яромир — Олег Кулько, Морена — Галина Борисова, Тень Млады и Тень Клеопатры — Нина Ананиашвили, Жрец Радегаста — Михаил Маслов, Лумир — Людмила Нам         | Warner Music Vision /NVC Arts 4509-92052-2 (2005); Kultur D2280 (2005) |            |

Источник: